# Парламентские выборы в Сербии (1884)
Парламентские выборы в Сербии 1884 года были проведены 25 января и стали вторими выборами в Народную скупщину (парламент) в истории Королевства Сербия.
Результаты выборы 1883 года, несмотря на репрессии властей, оказались неблагоприятными для правительства Милана Пирочанаца и его прогрессистской партии: оппозиция получила на выборах 102 мандата (радикалы — 72, либералы — 30) по сравнению с 24 мандатами, набранными прогрессистами в целом. Король Милан I Обренович, считая радикалов главной угрозой своей власти, назначил премьер-министром консерватора Николу Христича, а когда депутаты-радикалы отказались сотрудничать с ним, распустил скупщину.
Предвыборная кампания проходила в условиях чрезвычайного положения, введённого во время Тимокского восстания в октябре-ноябре 1883 года. Отменили его только за пять дней до выборов, назначенных на 25 января 1884 года. Выборы прошли спокойно и Прогрессивная партия получила почти все мандаты, а радикалы и либералы только по десять мандатов, так как в большинстве случаев даже не представили свои списки на выборах. Перевес прогрессистов оказался ещё больше, поскольку король Милан имел  право назначить еще треть от общего числа депутатов, а на эти должности назначались только члены Прогрессивной партии.
После выборов правительство Николы Христича ушло в отставку, а новое правительство сформировал лидер прогрессистов Милутин Гарашанин.